# Río Uso
Río Uso är ett vattendrag i Spanien.   Det ligger i provinsen Toledo och regionen Kastilien-La Mancha, i den centrala delen av landet, 140 km sydväst om huvudstaden Madrid.